# Judovska skupnost na Dunaju
Judovska skupnost na Dunaju (nemško: Israelitische Kultusgemeinde Wien ali s kratico IKG) je organ, ki predstavlja dunajsko ortodoksno judovsko skupnost. Trenutno ima okoli 10.000 članov. Skozi zgodovino je zastopala skoraj vse avstrijske Jude, katerih število zadošča za oblikovanje skupnosti le v nekaj drugih mestih v Avstriji.

## Organizacija
IKG svojim članom zagotavlja vrsto storitev na socialnem, verskem in izobraževalnem področju. Dvakrat mesečno zdaja uradni časopis Die Gemeinde. Kontaktna točka za judovske žrtve nacionalsocialističnega preganjanja v in iz Avstrije podpira in svetuje prizadetim posameznikom in njihovim družinam glede odškodnin in repatriacij. 

## Zgodovina
Zgodovina judovskega prebivalstva Dunaja sega v čas rimskega imperija, toda dunajski Judje zaradi pravne in družbene diskriminacije dolgo časa niso mogli ustanoviti organizacije, ki bi jih zastopala. To stanje se je prvič začelo spreminjati z ediktom tolerance leta 1782 cesarja Jožefa II.
Emancipacija judovskega prebivalstva na Dunaju se je začela leta 1848. 3. aprila 1849 je mladi cesar Franc Jožef I. v govoru prvič uporabil besedo Izraelitska občina na Dunaju; tri leta kasneje je bila sprejeta provizorična ustava za občino, zato leto 1852 štejemo za leto ustanovitve dunajske Kultusgemeinde. Pisarne skupnosti so bile v Stadttemplu v Seitenstettengasse.
Dunajska judovska skupnost je v času priključitve Avstrije tretjemu rajhu leta 1938 štela okoli 185.000 članov. Istega leta so nacisti zaprli IKG. Ponovno je bila odprta maja 1938 kot Dunajska judovska skupnost z nalogo, da deluje kot tamponska organizacija med nacisti in judovskim prebivalstvom Dunaja. Ta organ je bil tudi prisiljen organizirati emigracijo in kasneje deportacijo dunajskih Judov za Centralni urad za judovsko emigracijo. Naslov Israelitische Kultusgemeinde Wien je ponovno v uporabi od leta 1945.
29. avgusta 1981 je bil z uporabo ročnih granat in strelnega orožja izveden teroristični napad na sinagogo v Seitenstettengasse. V napadu sta umrli dve osebi, 21 pa je bilo ranjenih. Napad pripisujejo palestinski skrajni organizaciji Abu Nidal. Od takrat je za vstop v sinagogo uveljavljen varnostni protokol, Seitenstettengasse pa varuje policija.
Januarja 2022 se je začela mednarodna kampanja, ki je pozvala predsednika IKG Oskarja Deutscha, naj posreduje v primeru Beth Alexander, ki mu je bil po sodni bitki za skrbništvo na avstrijskih sodiščih pred nekaj leti onemogočen dostop do sinov.

### Predsedniki IKG od leta 1853
- Leopold Edler von Wertheimstein (1853−1863)
- Josef Ritter von Wertheimer (1864−1867)
- Jonas Freiherr von Königswarter (1868−1871)
- Ignaz Kuranda (1872−1884)
- Moritz Ritter von Borkenau (1884−1885)
- Arminio Cohn (1886−1890)
- Wilhelm Ritter von Gutmann (1891−1892)
- 1893 − 1896 brez
- Gustav Simon (1896−1897)
- Heinrich Klinger (1897−1903)
- Alfred Stern (1904−1918)
- Alois Pick (1920−1932, nove volitve, prva uporaba proporcionalnega glasovanja)
- Desider Friedmann (umorjen v koncentracijskem taborišču Auschwitz) (od 1933)
- David Brill (1946−1948)
- Kurt Heitler (od septembra 1950 do maja 1951)
- David Shapira (1948−1952)
- Emil Maurer (1952−1963)
- Ernst Feldsberg (1963−1970)
- Anton Pick (1970−1981)
- Ivan Hacker (1982−1987)
- Paul Grosz (1987−1998)
- Ariel Muzicant (1998−2012)
- Oskar Deutsch (od 2012)

### Rabini IKG od leta 1824
- Isaak Noah Mannheimer (1824−1865)
- Adolf Jellinek (1865−1893)
- Moritz Güdemann (1894−1918)
- Zwi Perez Chajes (1918−1927)
- David Feuchtwang – glavni rabin (1933−1936)
- Israel Taglicht – začasni glavni rabin (1936)
- Isidor Öhler – Pridigar v Stadttemplu (1946)
- Akiba Eisenberg – glavni rabin (1948−1983)
- Paul Chaim Eisenberg (de) – glavni rabin (1983–2016)
- Arie Folger (de) – glavni rabin (imenovan)

### Kantorati
- Shmuel Barzilai, glavni kantor

Salman Klahr, do leta 1938.

## Arhiv IKG
Arhiv IKG je edini arhiv judovske skupnosti, za katerega vemo, da je v celoti ohranjen od ustanovitve skupnosti do časa po drugi svetovni vojni in je tako eden najpomembnejših arhivov v nemško govoreči Evropi. Vsebuje sejne zapisnike, dekrete, protokole, poročila, pisma, izseljenske in finančne dokumente, sezname izseljencev, kazala, knjige, fotografije, načrte in plakate, ki pričajo o zgodovini IKG in njenih članov. Najstarejši dokumenti so iz 16. stoletja. Arhiv obstaja od leta 1816; od sredine 19. stoletja je postajal vse bolj strokoven.
Indeksi in datoteke, ki so nastali med letoma 1938 in 1945, so bili osnova za nacistično upravljanje judovske emigracije in deportacije. Danes so ti dokumenti zapis o usodi izgnanih in pomorjenih Judov in se uporabljajo za pomoč preživelim pri zahtevkih za restitucijo in odškodnino.
Leta 1995 so odkrili arhivske dokaze o pokolu Deutsch Schützen leta 1945, zaradi česar je bil leta 2009 uveden kazenski pregon.